# Goldene Himbeere 2019
Die Goldene Himbeere 2019 (englisch 39th Golden Raspberry Awards) zeichnete die schlechtesten Leistungen des Filmjahres 2018 aus, basierend auf den Stimmen von Mitgliedern der Golden Raspberry Foundation. Die Nominierungen wurden am 21. Januar 2019 bekanntgegeben. Die Preisträger der Razzies wurden am Vorabend der Oscarverleihung, dem 23. Februar 2019, bekanntgegeben.
Im Vorfeld der Verleihung 2019 warf ein Mitglied der Golden Raspberry Award Foundation dem Raspberry-Gründer John J. B. Wilson Manipulation vor.
Holmes & Watson von Etan Cohen wurde in vier Kategorien ausgezeichnet, US-Präsident Donald Trump in zwei Kategorien. Melissa McCarthy erhielt sowohl den Negativpreis als schlechteste Schauspielerin als auch den positiven Himbeeren-Erlöser-Preis.

## Preisträger und Nominierte
Es folgt die komplette Liste der Preisträger
| Kategorien | Nominierte            |
| --- | --------------------- |
| Schlechtester Film |                       |
| Holmes & Watson (Columbia) |                       |
| Robin Hood (Summit) |                       |
| Gotti (Vertical Entertainment) |                       |
| The Happytime Murders (STX) |                       |
| Winchester – Das Haus der Verdammten (Lionsgate) |                       |
| Schlechtester Schauspieler |                       |
| Donald Trump in Death of a Nation und Fahrenheit 11/9 als er selbst |                       |
| Johnny Depp (Stimme) in Sherlock Gnomes als Sherlock Gnomes |                       |
| Will Ferrell in Holmes & Watson als Sherlock Holmes |                       |
| John Travolta in Gotti als John Gotti |                       |
| Bruce Willis in Death Wish als Paul Kersey |                       |
| Schlechteste Schauspielerin |                       |
| Melissa McCarthy in The Happytime Murders als Detective Connie Edwards und How to Party with Mom als Deanna Miles                                                                                         |                       |
| Jennifer Garner in Peppermint: Angel of Vengeance als Riley North |                       |
| Amber Heard in London Fields als Nicola Six |                       |
| Helen Mirren in Winchester – Das Haus der Verdammten als Sarah Winchester |                       |
| Amanda Seyfried in The Clapper als Judy |                       |
| Schlechtester Nebendarsteller |                       |
| John C. Reilly in Holmes & Watson als Dr. John Watson |                       |
| Ludacris (Stimme) in Show Dogs als Max |                       |
| Jamie Foxx in Robin Hood als Little John |                       |
| Joel McHale in The Happytime Murders als Special Agent Campbell |                       |
| Justice Smith in Jurassic World: Das gefallene Königreich als Franklin Webb |                       |
| Schlechteste Nebendarstellerin |                       |
| Kellyanne Conway in Fahrenheit 11/9 als sie selbst |                       |
| Marcia Gay Harden in Fifty Shades of Grey – Befreite Lust als Grace Trevelyan Grey |                       |
| Kelly Preston in Gotti als Victoria Gotti |                       |
| Jaz Sinclair in Slender Man als Chloe |                       |
| Melania Trump in Fahrenheit 11/9 als sie selbst |                       |
| Schlechteste Filmpaarung |                       |
| Donald Trump und seine immer währende Belanglosigkeit in Death of a Nation und Fahrenheit 11/9 |                       |
| Zwei beliebige Schauspieler oder Puppen in The Happytime Murders |                       |
| Johnny Depp und seine rasant schwindende Filmkarriere in Sherlock Gnomes |                       |
| Will Ferrell und John C. Reilly in Holmes & Watson |                       |
| Kelly Preston und John Travolta in Gotti |                       |
| Schlechteste Neuverfilmung oder Fortsetzung |                       |
| Holmes & Watson (Columbia) |                       |
| Death of a Nation (Quality Flix; Remake von Hillary’s America: The Secret History of the Democratic Party)                                                                                                |                       |
| Death Wish (Metro-Goldwyn-Mayer) |                       |
| Meg (Warner Bros.; Rip-off von Der weiße Hai) |                       |
| Robin Hood (Summit) |                       |
| Schlechteste Regie |                       |
| Etan Cohen für Holmes & Watson |                       |
| Kevin Connolly für Gotti |                       |
| James Foley für Fifty Shades of Grey – Befreite Lust |                       |
| Brian Henson für The Happytime Murders |                       |
| Peter und Michael Spierig für Winchester – Das Haus der Verdammten |                       |
| Schlechtestes Drehbuch |                       |
| Fifty Shades of Grey – Befreite Lust (Drehbuch von Niall Leonard, basierend auf der Romantrilogie Shades of Grey von E. L. James)                                                                         |                       |
| Death of a Nation (Drehbuch von Dinesh D’Souza und Bruce Schooley; basierend auf The Big Lie und Death of a Nation von D’Souza)                                                                           |                       |
| Gotti (Drehbuch von Lem Dobbs und Leo Rossi) |                       |
| The Happytime Murders (Drehbuch von Todd Berger, Story von Todd Berger und Dee Austin Robertson) |                       |
| Winchester – Das Haus der Verdammten (Drehbuch von Peter und Michael Spierig und Tom Vaughan) |                       |
| The Razzie Redeemer Award |                       |
| Melissa McCarthy (vom mehrfachen Himbeeren-Liebling zur Oscar-Nominierten für Can You Ever Forgive Me?)                                                                                                   |                       |
| Peter Farrelly (vom Himbeeren-Gewinner für Movie 43 und weiterer schlechter Beispiele, wie Dumm und Dümmer, zum Regisseur und Co-Autor von Green Book – Eine besondere Freundschaft)                      |                       |
| Tyler Perry (wurde mehrfach für eine Himbeere nominiert und gewann sie für seine Comedyfigur Madea, nun Oscar-Favorit als Colin Powell in Vice – Der zweite Mann)                                         |                       |
| Die Transformers-Filmreihe (von einem Haufen metallener Transformers zum unschuldigeren und liebenswerten Ansatz in Bumblebee)                                                                            |                       |
| Sony Pictures Animation (vom mehrfachen Himbeeren-Gewinner Emoji – Der Film zum von Kritikern und dem Publikum hochgelobten Spider-Man: A New Universe)                                                   |                       |
| Barry L. Bumstead Award Der Barry L. Bumstead Award wird an Filme vergeben, die nur deshalb nicht in offiziellen Kategorien nominiert wurden, weil sie nicht den Veröffentlichungs-Kriterien entsprachen. | Billionaire Boys Club |